# Lasioglossum nelumbonis
Lasioglossum nelumbonis is een vliesvleugelig insect uit de familie Halictidae. De wetenschappelijke naam van de soort is voor het eerst geldig gepubliceerd in 1890 door Robertson.